# HZPC Holland
HZPC Holland BV est une entreprise néerlandaise spécialisée dans la production et la commercialisation de plants de pomme de terre. Son siège se trouve à Joure (Frise). 
Cette entreprise semencière, dont le cœur de métier est la sélection de variétés nouvelles, a été créée en 1999 par la fusion de  Hettema BV et De ZPC BV. C'est le principal exportateur de plants de pommes de terre des Pays-Bas et l'un des leaders mondiaux du secteur[réf. nécessaire]. Sa production de plant de pommes de terre représentait en 1999 environ 450 000 tonnes, et elle concentrait 40 % du marché néerlandais. Elle a réalisé pour l'exercice 2009/2010 un chiffre d'affaires de 211,3 millions d'euros pour un bénéfice net de 3,6 M€. 
Elle a étendu son activité au négoce de pommes de terre de consommation, en privilégiant ses propres variétés. Elle dispose de filiales dans plusieurs pays dont l'Allemagne, le Canada, l'Espagne, la France (société Huchette Cap Gris-Nez), l'Italie, la Pologne, le Portugal et le Royaume-Uni.

## Principales variétés créées
- 'Annabelle'
- 'Asterix'
- 'Bea'
- 'Désirée' (créée par ZPC en 1951)
- 'Innovator'
- 'Victoria'